# NGC 3551
NGC 3551 (również PGC 33836 lub UGC 6203) – galaktyka eliptyczna (E), znajdująca się w gwiazdozbiorze Lwa. Odkrył ją Lewis A. Swift 24 sierpnia 1883 roku. Jest najjaśniejszym członkiem gromady galaktyk Abell 1177.